# Oberwölz
Oberwölz – miasto w Austrii, w kraju związkowym Styria, w powiecie Murau. Liczy 1100 mieszkańców (1 stycznia 2015).